# Zwartkeelprachtwever
De zwartkeelprachtwever (Malimbus cassini) is een zangvogel uit de familie Ploceidae (wevers en verwanten).

## Verspreiding en leefgebied
Deze soort komt voor van de laaglanden van zuidelijk Ghana en zuidelijk Kameroen tot Gabon en oostelijk Congo-Kinshasa.